# Parti rouge
Le Parti rouge (aussi appelé le « parti démocratique ») est formé au Bas-Canada, aujourd'hui le Québec, autour de 1848, par des radicaux inspirés par les idées de Louis-Joseph Papineau, de l'Institut canadien de Montréal et du mouvement réformiste qui est mené par le Parti canadien des années 1830.
Il s'oppose au Parti bleu.

## Histoire
Le parti est le successeur du Parti canadien. Les rouges réformistes rejettent la notion que l'Acte d'Union de 1840 a réellement accordé le gouvernement responsable au Canada. Ils prônent d'importantes réformes démocratiques, la République et la laïcité. Ils sont perçus comme anticléricaux et radicaux par leurs adversaires politiques. Certains de ses membres désirent l'abolition du système seigneurial, bien que Papineau, lui-même seigneur, est plus favorable à sa réforme qu'à son abolition.
Les rouges s'opposent à l'union du Haut-Canada et du Bas-Canada dans la Province du Canada et veulent la fin de l'union. Lorsque les négociations pour la confédération canadienne commencèrent, ses membres sont opposés ou sont pour une fédération décentralisée. Ils s'opposent également aux politiques ultramontaines du clergé catholique du Québec et au Parti bleu.
En 1858, les élus rouges s'allient avec les Clear Grits à l'Assemblée législative de la province du Canada. Le résultat fut le gouvernement le plus éphémère de l'histoire du Canada puisqu'il fut renversé après moins d'une journée.
Peu après, la faillite de la plupart des actions politiques du parti causent son effondrement, et ses membres plus modérés forment ce qui deviendra le Parti libéral du Canada.
Le Parti québécois s'est revendiqué de l'héritage du Parti rouge par son refus de la confédération canadienne. Cette dernière affirmation peut soulever un intéressant paradoxe. Le pays français conquis en 1759-1760 par la Grande-Bretagne s'appelait bien le "Canada", et les habitants francophones de la vallée du Saint-Laurent s'identifiaient comme "Canadiens" depuis environ 1650. Plusieurs écrits, dont des poèmes, l'attestent sans l'ombre d'un doute. Alors, qui donc a été le premier à « baptiser » le Québec ?
Avant la conquête de 1759-1760, Québec n’était que le nom d’une ville, pas d’un territoire. Puis, la France céda le Canada à la Grande-Bretagne par le traité de Paris (article 4), le 10 février 1763. Seulement huit mois plus tard, le souverain britannique, George III, créa et imposa la « Province of Quebec » à son nouveau peuple conquis par sa Proclamation royale du 7 octobre 1763. Son but était démanteler le système socio-politique français et faire disparaître le nom « Canada », qui avait été jusqu’alors une colonie française. Cependant, en mars 1867, à Londres, les Pères de la Confédération décidèrent de réutiliser tel quel l’ancien nom de Province de Québec, comme « du temps de la conquête ».

## Journaux
- L'Avenir (1847-1857)
- Le Pays  (1852-1869)

## Manifestes
- Manifeste du Comité constitutionnel de la réforme et du progrès, 1847 ( en ligne)
- Manifeste du Club national démocratique, 1849  ( en ligne)